# Linguística aplicada
Linguística Aplicada ou LA é um campo de estudo transdisciplinar, indisciplinar e intercultural que identifica, investiga e busca soluções para problemas relacionados à linguagem na vida real. “A questão é: não se trata de qualquer problema – definido teoricamente – mas de problemas com relevância social suficiente para exigirem respostas teóricas que tragam ganhos a práticas sociais e a seus participantes, no sentido de uma melhor qualidade de vida, num sentido ecológico.” (ROJO, 2006, p. 258). Sob o viés de que não se pode dissociar linguagem e vida social, dada a complexidade desta, a LA estabelece diálogos com outras áreas de estudos: Educação, Filosofia, Psicologia, Linguística, Antropologia, Política, Sociologia etc.

## Contextualização Histórica
A LA nasce na década de 40, para oferecer soluções ao contexto da guerra. Os Estados Unidos queriam que o exército pudesse aprender outras línguas, portanto, nasce para uma língua em uso e para resolver problemas de tradução e interpretação, com programas americanos de ensino de línguas baseados no Outline Guide for the Practical Study of Foreign Languages (1942), de Leonard Bloomfield.
O desenvolvimento da LA como área de conhecimento está atrelado à evolução do ensino de línguas nos Estados Unidos durante e após a Segunda Guerra Mundial, haja vista a necessidade de contato com aliados e falantes de outras línguas. Porém, os interesses de estudos foram avançando por questões de uso da língua materna, de ensino de uma segunda língua ou de língua em contato. 
Em 1956, foi criada a primeira faculdade de Linguística Aplicada, na Universidade de Edimburgo, na Escócia. No final da década 1958, a linguística aplicada passou a coexistir com a teoria linguística gerativo-transformacional de Chomsky.
Em 1964, na França, várias associações nacionais de LA reunidas, fundaram a Association Internationale de Linguistique Appliquée, ou seja, a Associação Internacional de Linguística Aplicada (AILA)
No Brasil, a LA surgiu, nos anos 60, quando prevalecia nela o sentido de aplicação de teoria linguística. Entretanto, após a metade dos anos 80, a visão de LA se ampliou para a investigação sobre questões de linguagem colocadas na prática social.
Em 1970, foi criado o Programa de Linguística Aplicada ao Ensino de Línguas da Pontifícia Universidade Católica de São Paulo (PUC-SP), o primeiro de pós-graduação do Brasil. Em 1980 o programa lançou a revista D.E.L.T.A (Documentação de Estudos em Linguística Teórica e Aplicados), e em 2024, conta com outros 4 periódicos: Bakhtiniana - Revista de Estudos do Discurso, Revista LAEL em discurso, The Especialist e Intercâmbio.
Em 1987, foi criado o segundo programa de pós-graduação no Brasil, o Programa de Pós-Graduação em Linguística Aplicada da Universidade Estadual de Campinas (Unicamp) e seu periódico Trabalhos em Linguística Aplicada.
Na década de 90, a LA ganha autonomia. É determinada como campo do saber e não mais como disciplina, pois a linguística aplicada procura entender práticas sociais, para entender práticas discursivas. Em 1990, foi criada a Associação de Linguística Aplicada do Brasil (ALAB).
A presença da LA na graduação nas universidades brasileiras se deu a partir de 2004, na Faculdade de Letras da Universidade Federal de Minas Gerais (UFMG), com a presença de professores concursados nesta área.
Em 2021, é publicada uma coletânea de textos acerca das travessias e das perspectivas da LA na Unicamp, apresentados trabalhos sobre formação de professores; práticas docentes; leitura-escrita; novos e multiletramentos; ensino-aprendizagem de língua portuguesa como língua materna e como língua estrangeira/segunda língua; letramentos literários; mediações tecnológicas; tradução; culturas e identidades, entre outras perspectivas de investigação. Nele, as pesquisadoras Jacqueline Peixoto Barbosa e Márcia Mendonça, professoras do Programa de Pós-Graduação em Linguística Aplicada da Universidade do Estado de Campinas (PPGLA-Unicamp), ao abordarem o ensino-aprendizagem de língua portuguesa como língua materna (ou primeira língua) no contexto brasileiro, destacam, para além dos temas de pesquisa da LA, as políticas públicas de educação linguística relacionadas com currículos, materiais didáticos e formação docente.

## Objeto e objetivos da Linguística Aplicada
Considera-se que a chamada Linguística Aplicada não é aplicação da Linguística, isto é, de teorias linguísticas a algum objeto, uma vez que a LA não entende que tal aplicação resolveria os problemas relativos à linguagem, por exemplo, nas salas de aula de línguas. Todavia, a LA se debruça na construção de teorizações que não ignoram a prática, pelo contrário, a LA considera que teoria e prática se imbricam na construção do conhecimento, como em um trabalho de bricolage.
Trabalhos realizados em Linguística Aplicada vão desde o reconhecimento de problemas em que o uso da língua é tido como central até a interferência social destes em um meio específico. Sob essa característica, repousa a diferença principal entre os escopos teórico-metodológicos da Linguística e da Linguística Aplicada.
A Linguística, segundo Kanavillil Rajagopalan, se apega à neutralidade científica, ao descaso com a opinião leiga e com o social. Nesse contexto, é comparada pelo mesmo autor à Torre de Marfim, seguido do que enfatiza a necessidade de aproximar-se dos sujeitos de pesquisa quando no campo das práticas que envolvem o uso da linguagem.
A Linguística Aplicada, entendendo a linguagem como discurso, propõe compreender o mundo contemporâneo e contribuir para uma agenda anti-hegemônica em um mundo globalizado. Nessa perspectiva, para a LA, a ética e o poder são pilares fundamentais. Ela propõe a desconstrução de posições hegemônicas e contra-hegemônicas, valorizando a ideologia, o poder, o gênero, a classe e a raça.
As teorias em LA são construídas considerando as vozes dos sujeitos que vivem as práticas sociais em que a linguagem apresenta papel central, sejam eles leitores, escritores, falantes e/ou ouvintes em contexto de ensino/aprendizagem e fora dele. Heterogêneos, fragmentados e fluidos são características dos sujeitos sociais para a LA.
A pesquisadora Vera Menezes, professora emérita da Universidade Federal de Minas Gerais (UFMG), no artigo Sessenta anos de Linguística Aplicada: de onde viemos e para onde vamos, apresenta três visões de LA, uma voltada ao ensino e à aprendizagem, tendo como exemplo os trabalhos desenvolvidos sobre estratégias de aprendizagem de língua estrangeira; a aplicação de linguística, como as investigações sobre os princípios e parâmetros da gramática gerativa na interlíngua de aprendizes de língua estrangeira; e as investigações aplicadas sobre estudos de linguagem como prática social como, por exemplo, os estudos sobre identidade.
Para o linguista Luiz Paulo da Moita Lopes a LA deve ser constituída por quatro aspectos: o caráter mestiço ou nômade desta ciência para dialogar com o mundo; a relação entre teoria e prática para as teorizações; a compreensão dos sujeitos sociais como históricos; e a existência de limites éticos para a ciência.
Rodrigues e Cerutti-Rizzatti falam que a LA "tem como objeto de estudo problemas linguísticos socialmente relevantes para os quais busca construir inteligibilidades e que empreende um processo de ressignificação de seus próprios limites, propondo interações com outras ciências, em razão da compreensão da natureza necessariamente híbrida de seu objeto de estudo".

## Contribuições da LA
A LA foi compreendida como ciência na medida em que definiu seu objeto de pesquisa, nomenclatura e procedimentos próprios de pesquisa.
Com o amadurecimento do campo de estudos e o caráter transgressor que adquiriu ao longo dos anos, formulando seus modelos teóricos e colaborando com o avanço do conhecimento no seu campo de ação e em outras áreas de pesquisa, a LA tem se configurado como uma área de estudos de linguagem autônoma e social, dentre tantas outras, como Sociolinguística, Sociologia, Letramento, História, Identidade e Cultura, Lexicologia, políticas educacionais etc.